# معركة الدلنج
كانت معركة الدلنج حصارًا للسيطرة على مدينة الدلنج، بدأ في 26 يونيو 2023 عندما غزت قوات الدعم السريع المدينة. نجحت القوات المسلحة السودانية في الدفاع عنها. هاجمت حركة تحرير السودان - شمال الدلنج وحاصرتها من جهة الجنوب. كانت لحرب فيل دلنج حعباره عن رب مدن في الحرب الأهلية السودانية (2023-حتى الآن).

## خلفية
تقع الدلنج في ولاية جنوب كردفان. بعد اندلاع الحرب في ابريل/ رمضان 2023، سيطرت قوات الدعم السريع على أبو زبد، اللتي تقع شمال الدلنج. واستولت عليها مؤقتًا في صيف 2023. نشرت الحركة الشعبية لتحرير السودان - شمال قواتها، وبدأت عملياتها من مناطق سيطرتها في مدن مثل سرفايا وكادقلي. 

## المعركة
في 21 يونيو، سيطر مقاتلو الحركة الشعبية لتحرير السودان - شمال (الحلو) على مركز الشرطة بالمدينة في هجوم نالجانبين الغربي والجنوبي. انسحب المقاتلون لاحقًا، متسببين في خسائر بشرية غير معلنة في صفوف الجيش والقوات المسانده له. كما سيطروا على الطريق الذي يربط المدينة بكادقلي. 
في الأول من يوليو، شنت القوات المسلحة السودانية غارات جوية على مواقع الحركة الشعبية لتحرير السودان-شمال غرب المدينة. وفي 15 يوليو، سيطرت الحركة الشعبية لتحرير السودان- شمال على حقل كركريا النفطي القريب من المدينة، وفي اليوم التالي، نصبت قوات الدعم السريع كمينًا لقافلة تابعة للقوات المسلحة السودانية شمال المدينة، مما أسفر عن مقتل وإصابة العديد من الجنود وإجبارهم على التفرق. كما استولت قوات الدعم السريع على مركبة عسكرية واحدة وفي 14 أغسطس، أدى انفجار لغم أرضي إلى ضرب عربة كانت تقل اسرة إلى مزرعتها مما أدى إلى مقتل اثنين منهم وإصابة 3 آخرين.
في يناير 2024، سقطت المدينة تحت سيطرة الحركة الشعبية لتحرير السودان-شمال. حدث ذلك بعد أن أبرمت الحركة اتفاقًا مع القوات المسلحة السودانية لقتال قوات الدعم السريع وحلفائها في المنطقة وفي 10 يناير، صدت الحركة الشعبية لتحرير السودان-شمال والقوات المسلحة السودانية هجومًا لقوات الدعم السريع، ودمرت 5 مركبات وأسرت 21 أخرى. 
في 30 يوليو، هاجمت القوات المسلحة السودانية مواقع الحركة الشعبية لتحرير السودان-شمال في البلدة واستولت على منطقتي كركبة وجبل كون اللتين تقعان على بعد 5 كيلومترات جنوب الدلنج.
في 13 يناير 2025، سيطرت القوات المسلحة السودانية على كركريا وحجر الجواد على الطريق الذي يربط المدينة بكادقلي.
في 24 فبراير، تمكنت القوات المسلحة السودانية من كسر الحصار جزئيًا عن المدينة وكادقلي واستولت على مناطق الكركل وكولي وكيقة شمال كادوقلي ومنطقتي حجر الجواد وكركريا في جنوبها.

### شروط
أفاد مرصد حرب السودان بوقوع جرائم حرب، منها التمثيل بجثتان نصف عاريتين في الدلنج، وسط هجوم لقوات الدعم السريع في 10 يناير 2024، صدّته القوات المسلحة السودانية والحركة الشعبية لتحرير السودان - شمال، بالإضافة إلى معارك غرب الدلنج؛ والتعامل مع جندي من القوات المسلحة السودانية مقتول عُرض في أحد الأسواق. وتضمن القتال العنيف وإحراق بعض المنازل. وقال مسجل أثناء تصوير الموقع: "الدلنج مقبرة الجنجويد". كما توقع أن يلاقي جنود الجنجويد المدعومين من قوات الدعم السريع نفس مصير الاثنين. كما قُيّدت الاتصالات بشدة وطعت. وتسببت الغارات الجوية في ت دمير المدينة والتي تعاني من ضعف بنيتها التحتية بشكل جزئي. غادر السكان ومن نزحو إلي المدينة بالآلاف، وحل محلهم مسلحون. ويشير التقرير إلى أن المشاكل الإنسانية التي واجهها اللاجئون شملت نقص الموارد الطبية والطرق والمأوى في المدن المكتظة مثل الأبيض . 

### القتال في كردفان
شهدت مناطق أخرى في إقليم كردفان عمليات عسكرية مكثفة، بما في ذلك بابنوسة، حيث هدد القتال بنزوح المزيد من السكان. هاجمت قوات الدعم السريع حامية تابعة للقوات المسلحة السودانية في هبيلة. ردًا على ذلك، خصص جنوب السودان بعض قواته العسكرية لحدوده الشمالية. وواجه الهاربون الفارون من مناطق أخرى مشاكل في المأوى. استهدفت قوات الدعم السريع حقول النفط قرب الحدود بعد أن سيطرت على حقول النفط في بليلة. 